# Долина на паметниците
Долината на паметниците, или Долината на монументите (на езика на племето навахо: Tsé Biiʼ Ndzisgaii, на английски: Monument Valley), е уникално геоложко образувание.
Разположен е в североизточната част на щата Аризона, (САЩ), на границата с щата Юта, на територията на резервата на индианското племе навахо, един от националните символи на Съединените щати.
Представлява само по себе си висока равнина, явяваща се част от платото Колорадо. Повърхностният слой почва е напълно разрушен през годините, като остават само скали от червен пясъчник, който е податлив на ерозията, причинена от вятъра и други атмосферни влияния. Влиянието на атмосферните условия, създават от скалите невероятни фигури, повечето от които имат дори имена – „Трите сестри“, „Окото на слънцето“, „Източната и Западната ръкавица“ и др.
На територията на долината работи парк „Долината на паметниците“, принадлежащ на племето навахо. Долината е един от най-големите туристически обекти.
В парка са снимани много от класическите уестърни. Тук са снимани още филмите: Бледият ездач, Завръщане в бъдещето ІІІ, Форест Гъмп и мн. други.
В парка има много развлечения между които конна езда и др.